# Pedro Paulo de Carvalho Rosa
Pedro Paulo de Carvalho Rosa (Rio Preto, 12 de julho de 1969) é padre católico e educador brasileiro. É o atual reitor da Universidade Católica de Petrópolis.

## Biografia
Nasceu em Rio Preto, Minas Gerais. Recebeu o presbiterado em 4 de dezembro de 1994, em Petrópolis, Rio de Janeiro.
Possui licenciatura em Filosofia pela Universidade Católica de Petrópolis (2004), bacharelado em Teologia pela Universidade Federal de Roraima (2009) e mestrado em Direito Canônico pela Pontifícia Universidade Gregoriana de Roma (2002).
Foi nomeado vigário da Paróquia Nossa Senhora do Rosário, em Petrópolis, em 21 de janeiro de 2009.
Atualmente é vigário judicial da Cúria Arquidiocesana de Niterói, vigário judicial do Tribunal Eclesiástico Diocesano de Petrópolis, gestor do Colégio de Aplicação e Reitor da Universidade Católica de Petrópolis, onde também é professor de Filosofia e Teologia.
Tomou posse do cargo de reitor na UCP em 9 de fevereiro de 2013, junto com o padre Luiz Garcia Mello, que fora nomeado pró-reitor administrativo e superintendente da mesma, sendo ambos os primeiros sacerdotes diocesanos a ocuparem seus cargos. Foram empossados na mesma ocasião o vice-reitor Marcelo Vizani Calazans e a pró-reitora acadêmica Regina Máximo.
Doutorando em Direito Canônico pela Pontifícia Universidade Católica da Argentina e professor no Pontifício Instituto Superior de Direito Canônico do Rio de Janeiro. Membro da Sociedade Brasileira de Canonistas.